# 피그마
피그마(Figma)는 macOS 및 윈도우용 데스크톱 애플리케이션들에 의해 활성화되는 추가 오프라인 기능들을 갖춘 인터페이스 디자인을 위한 협업 웹 애플리케이션이다. 피그마의 기능 집합은 사용자 인터페이스와 사용자 경험 디자인에 초점을 두며 실시간 협업, 다양한 벡터 그래픽스 편집기 및 프로토타이핑 도구들을 활용한다. 안드로이드와 iOS용 피그마 모바일 앱을 사용하면 모바일과 태블릿 기기에서 실시간으로 피그마 프로토타입과 상호작용하고 보기가 가능하다.
2022년 9월 15일, 어도비는 약 200억 달러에 피그마를 인수한다고 발표했다. 하지만 2023년 12월 18일, “유럽연합(EU) 집행위원회와 영국 경쟁시장청(CMA)의 규제 승인을 받을 수 있는 명확한 경로가 없다”며 피그마 인수합병(M&A)을 중단한다고 발표했다.

## 같이 보기
- 컴퓨터 지원 소프트웨어 공학